# Sobotaż
Sobotaż – pierwszy album studyjny polskiego rapera Soboty. Wydawnictwo ukazało się 29 października 2009 roku nakładem wytwórni muzycznej StoProcent Records. Materiał został w całości wyprodukowany przez Matheo. Z kolei wśród gości znaleźli się m.in. Donguralesko, Kool Savas, Rytmus, Wall-E i Tony Jazzu.
13 lutego 2010 roku nakładem StoProcent Records ukazało się wznowienie albumu. Jako materiał dodatkowy do płyty została dołączona płyta CD zawierająca wersje instrumentalne i acapella piosenek z pierwszego nośnika.
Pochodząca z albumu piosenka "Tańcz głupia" znalazła się na liście 120 najważniejszych polskich utworów hip-hopowych według serwisu T-Mobile Music.
Nagrania uzyskały status złotej płyty.

## Lista utworów
Opracowano na podstawie materiału źródłowego.
1. "Sobotaż" (produkcja: Matheo, gościnnie: Matheo, miksowanie, mastering: Arkadiusz Namysłowski)
2. "Z buta wjeżdżam" (produkcja: Matheo, miksowanie, mastering: Arkadiusz Namysłowski)
3. "Życie" (produkcja: Matheo, miksowanie, mastering: Arkadiusz Namysłowski)
4. "Modlitwa" (produkcja: Matheo, wokal wspierający: Beata Andrzejewska, Daniel Basiński, Milena Krzemińska, Sylwia Plichta, gitara basowa: Szymon Orłowski,
gitara elektryczna: Łukasz Górewicz, miksowanie, mastering: Arkadiusz Namysłowski)
5. "Była ideałem" (produkcja: Matheo, miksowanie, mastering: Arkadiusz Namysłowski)
6. "Tańcz głupia" (produkcja: Matheo, miksowanie, mastering: Arkadiusz Namysłowski)
7. "Ty jak ja, ja jak ty" (produkcja: Matheo, śpiew: Beata Andrzejewska, miksowanie, mastering: Arkadiusz Namysłowski)
8. "Dzień w dzień to samo" (produkcja: Matheo, miksowanie, mastering: Arkadiusz Namysłowski)
9. "Mój dekalog" (produkcja: Matheo, miksowanie, mastering: Arkadiusz Namysłowski)
10. "Przed" (produkcja: Matheo, miksowanie, mastering: Arkadiusz Namysłowski)
11. "W trakcie" (produkcja: Matheo, miksowanie, mastering: Arkadiusz Namysłowski)
12. "Po" (produkcja: Matheo, miksowanie, mastering: Arkadiusz Namysłowski)
13. "Numer życia" (produkcja: Matheo, gitara basowa: Szymon Orłowski, miksowanie, mastering: Arkadiusz Namysłowski)
14. "Stoprocent 2" (produkcja: Matheo, gościnnie: Bigz, Donguralesko, Kool Savas, Rytmus, Wall-E, miksowanie, mastering: Arkadiusz Namysłowski)
15. "Rusz się" (produkcja: Matheo, wokal wspierający: Alicja Luambana, Olga Szałas, gościnnie: Matheo, miksowanie, mastering: Arkadiusz Namysłowski)
16. "Stawka większa niż życie" (produkcja: Matheo, gitara akustyczna: Marek Szul, gitara basowa: Szymon Orłowski, wiolonczela: Damian Garecki, miksowanie, mastering: Arkadiusz Namysłowski)
17. "International Organijzation" (produkcja: Matheo, gościnnie: Rena, Sage, Tony Jazzu, Wini, miksowanie, mastering: Arkadiusz Namysłowski)
18. "Upić się warto" (produkcja: Matheo, miksowanie, mastering: Arkadiusz Namysłowski)
19. "Moje kurwa mać bragga" (produkcja: Matheo, miksowanie, mastering: Arkadiusz Namysłowski)
20. "Wbrew wszelkim prognozom" (produkcja: Matheo, miksowanie, mastering: Arkadiusz Namysłowski)
21. "Wyskocz do tego" (produkcja: Matheo, gitara basowa: Szymon Orłowski, skrzypce: Łukasz Górewicz, miksowanie, mastering: Arkadiusz Namysłowski)

| Bonus CD2 |
| --- |
| Reedycja 1. "Sobotaż" (Instrumental + Acapella) 2. "Z buta wjeżdżam" (Instrumental + Acapella) 3. "Życie" (Instrumental + Acapella) 4. "Modlitwa" (Instrumental + Acapella) 5. "Była ideałem" (Instrumental + Acapella) 6. "Tańcz głupia" (Instrumental + Acapella) 7. "Ty jak ja, ja jak ty" (Instrumental + Acapella) 8. "Dzień w dzień to samo" (Instrumental + Acapella) 9. "Mój dekalog" (Instrumental + Acapella) 10. "Przed" (Instrumental + Acapella) 11. "W trakcie" (Instrumental + Acapella) 12. "Po" (Instrumental + Acapella) 13. "Numer życia" (Instrumental + Acapella) 14. "StoProcent 2" (Instrumental + Acapella) 15. "Rusz się" (Instrumental + Acapella) 16. "Stawka większa niż życie" (Instrumental + Acapella) 17. "International Ogarnijzation" (Instrumental + Acapella) 18. "Upić się warto" (Instrumental + Acapella) 19. "Moje kurwa mać bragga" (Instrumental + Acapella) 20. "Wbrew wszelkim prognozom" (Instrumental + Acapella) 21. "Wyskocz do tego" (Instrumental + Acapella) 22. "StoProcent 2" (Teledysk) |